# Żychcice
Żychcice (także Zychcice) – dawna wieś w powiecie będzińskim, położona nad rzeką Brynicą, przy dawnym trakcie łączącym Będzin z Bobrownikami. Od 1961 roku stanowi część Wojkowic.

## Historia
Pierwszy raz wzmiankowana w 1277 (jako Zychcych), pierwotnie należała do parafii w Bytomiu, po tej dacie do parafii w Kamieniu. Kolejny raz wzmiankowana w 1443 już jako Żychcice. W 1667 zamieszkiwało ją zaledwie pięciu kmieci.
W 1818 na terenie wsi otwarto kopalnię galmanu Barbara, wydobywającą pod koniec XIX wieku około 60 tysięcy pudów tego minerału rocznie.
W 1827 we wsi było 40 domów a liczba jej mieszkańców sięgała 303. W okresie opracowywania Słownika geograficznego Królestwa Polskiego na wieś składało się 71 domów zamieszkałych przez 503 osoby, a ponadto 10 osób mieszkało w osobnej osadzie młyńskiej.
W okresie po II wojnie światowej wieś była siedzibą Gromady Żychcice, jednak z dniem 31 grudnia 1961 gromadę zniesiono, a jej obszar włączono do osiedla Wojkowice Komorne, które w 1962 uzyskało prawa miejskie jako Wojkowice